# Uma Aventura do Zico
Uma Aventura do Zico é um filme infantil de aventura e comédia de 1999, dirigido por Antonio Carlos da Fontoura e protagonizado pelo ex-futebolista Zico. Este filme marca a estreia de Zico como ator, assim como a volta de Fontoura aos cinemas como diretor desde o filme Espelho de Carne (1984). Foi fracasso de público e crítica, tendo ao total somente 36.727 espectadores em sua exibição nos cinemas.

## Sinopse
Uma emissora de televisão promove um concurso para selecionar 22 garotos para ter aulas de futebol com Zico. Entre os escolhidos estão um garoto carioca, Tuca (Felipe Barreto Adão), um nissei que mora na Liberdade, Kazuo (Rodolpho Fukamati), um auxiliar de feirante de Caruaru, Dida (Dado Oliveira) e uma garota gaúcha, Lula (Carla Gomes), que por fim terá que se disfarçar de garoto. Fred (Gabriel Gabriel), um menino rico e mimado, se enfurece por não ter sido um dos escolhidos. Com isso, seu pai Sérgio (Jonas Bloch) resolve contratar a cientista Dra. Judith Bernstein (Betty Erthal) para criar um clone do Zico, a fim do filho ter aulas particulares com ele.

## Elenco
- Zico como Zico / Zicópia
- Jonas Bloch como Sérgio
- Eri Johnson como Demétrius
- Thierry Figueira como Marcão
- Betty Erthal como Dra. Judith Bernstein
- Íris Bustamante como Carol
- Paulo Gorgulho como Edílson
- César Filho como Gabriel
- Felipe Barreto Adão como Tuca
- Rodolpho Fukamati como Kazuo
- Carla Gomes como Lula
- Dado Oliveira como Dida
- Gabriel Gabriel como Fred Mondo

## Antecedentes e produção
Antonio Carlos da Fontoura idealizou, inicialmente, o projeto com o título de Uma Aventura do Rei, para apresenta-lo à Rede Globo, como proposta para uma série infantil a ser estrelada por Pelé, que iria ao ar ao longo da Copa do Mundo de 1990.  A emissora chegou a encaminhar a ideia para Pelé, mas ele a recusou, por problemas de agenda. Seis anos depois, Fontoura reescreveu o projeto para o jogador Zico e conquistou imediatamente o apoio de produção de Luís Carlos Barreto.
O enredo inicial de Uma Aventura do Zico seria sobre um cientista que sequestraria Zico e o levaria para ajudar uma seleção africana de futebol, disposta a ser campeã do mundo. Este enredo chega a ser parecido com o de Space Jam, em que o jogador Michael Jordan é sequestrado para enfrentar um grande time de basquete. Ao reparar nas semelhanças, Zico alertou aos produtores que só faria o filme se o roteiro fosse modificado, pois não queria ser comparado a Michael Jordan. Fontoura somente foi salvo pela sua esposa, Letícia, ao dar uma nova ideia ao projeto: ao invés de focar no roubo do jogador, o filme poderia girar em torno da clonagem. Sendo assim, Fontoura mudou todo o roteiro às pressas.
Zico foi preparado tendo aulas de interpretação dadas pelo ator e diretor Roberto Bomtempo, que também se encarregou da formação do elenco. Boa parte do elenco mirim foi escolhido através de testes e foram avaliadas aproximadamente 500 crianças. Felipe Barreto Adão que interpretou Tuca, foi o único que não fez teste. Ele era neto dos produtores Lucy e Luiz Carlos Barreto. Carla Gomes, que interpretou Lula, foi encontrada por acaso por Bomtempo em um clube da Barra da Tijuca no Rio de Janeiro jogando futebol com um grupo de garotos. Mesmo seu personagem sendo gaúcha, Gomes era carioca. De início, Bomtempo tinha sido cogitado em também atuar no filme interpretando um jogador aposentado e amigo de Zico, porém por razões desconhecidas, acabou sendo substituído pelo ator Paulo Gorgulho.
As filmagens se iniciaram em 17 de Dezembro de 1997, terminando em Fevereiro de 1998 e foram feitas no Centro de Futebol Zico, e em alguns locais da Barra da Tijuca e do Recreio dos Bandeirantes no Rio de Janeiro. Primeiramente, foi estipulado que o filme estrearia em Julho de 1998, porém, como sua edição final foi terminada no mês de Setembro, a estreia foi adiada para Janeiro de 1999. Seu orçamento foi de cinco milhões de reais.

## Trilha sonora
Sua trilha sonora foi lançada pela Abril Music e é constituída por canções que foram executadas ao longo do filme, interpretadas por vários artistas como Fagner, Skank e Evandro Mesquita. Do grupo Skank foi incluída a famosa "É Uma Partida de Futebol" e Fagner interpretou a canção "Galinho de Briga", encomendada especialmente para o filme em homenagem ao jogador, assim como "Homenagem ao Galinho" interpretada pelo grupo Mania de Gente. David Tygel se encarregou da trilha instrumental, sendo incluídas duas faixas dela no álbum.

## Repercussão
Uma Aventura do Zico entrou em circuito nacional em 15 de Janeiro de 1999, porém, ficou só uma semana em cartaz. No mesmo período, estava em exibição os também nacionais infantis Simão, o Fantasma Trapalhão (1998) e Zoando na TV (1999), que conseguiram ofuscar o filme. Em uma semana de exibição, o filme obteve 28.830 espectadores, número bem menor comparado ao de Zoando na TV, que tinha estreado no mesmo dia e obtido então 253.338 espectadores.
As críticas no geral foram negativas. A imprensa considerou o filme simpático, mas que pecou muito pelo enredo fraco e infantilizado. A opinião foi unânime referente às atuações do protagonista, do elenco mirim e ao ritmo do filme em si, sendo considerados fracos. Foi criticado também o excesso de estereótipos e caracterizações dos personagens dos garotos pelo fato de cada um deles vir de estados diferentes. Outra coisa que acabou contribuindo com o insucesso do filme, foi o fato de Zico já na época não estar mais em seu auge na mídia.
De acordo com o próprio diretor no livro Espelho da Alma, ele e o produtor Luiz Carlos Barreto esperavam que Zico e torcedores do Flamengo seriam o motivo para que o filme tivesse pelo menos um milhão de espectadores, porém o "tiro saiu pela culatra". Com a derrota da Seleção Brasileira na Copa do Mundo de 1998 e o jogador Romário ter responsabilizado Zico por não ter sido convocado, afetou indiretamente a desempenho do filme nos cinemas, além dele ter sido lançado em meio a outros blockbusters. Por outro lado, Fontoura admitiu que Uma Aventura do Zico fez com que ele retomasse gosto em fazer cinema e experimentar coisas novas. O fato de ter conseguido fazer um family film foi satisfatório.
Mesmo com a repercussão negativa, Uma Aventura do Zico acabou sendo exibido em diversos festivais, entre eles o Festival de Cinema de Búzios do Rio de Janeiro, no 22º Festival Guarnicê de Cinema do Maranhão, no IV Festival Internacional do Filme de Shangai da China, no 20° Fantasporto de Portugal e no 4º Brazilian Film Festival of Miami dos Estados Unidos.

## Outros lançamentos
Uma Aventura do Zico foi lançado em VHS em Julho de 1999. Em DVD, foi lançado somente no Japão em 2004.[carece de fontes?]